# 鹽谷庄吾
鹽谷庄吾（1966年9月11日—2002年5月5日），是一位日本男演員，於日本大阪府出生，身高187公分，體重85公斤。2002年跳楼自杀。

## 作品
- 1988 電腦警察
- 1993 新宿鯊魚
- 1998 超人力霸王蓋亞
- 2000 東京攻略